# Hoplitis urfensis
Hoplitis urfensis là một loài Hymenoptera trong họ Megachilidae. Loài này được van der Zanden mô tả khoa học năm 1984.